# Штакельберг, Отто Магнус фон (генеалог)
Барон Отто Магнус фон Штакельберг (нем. Otto Magnus Jakob Peter Karl-Adam von Stackelberg; 1867—1947) — балто-немецкий генеалог.

## Биография
Происходил из дворянской семьи балтийских немцев фон Штакельберг. Его отец, барон Магнус Петер Иоганн фон Штакельберг (18.04.1839, Линден — 15.01.1909, Кивидепах), некоторое время был директором акцизного управления в Симбирске и выслужил чин действительного статского советника. Мать, Софи Шарлотта Луиза фон Курсель (07.07.1843, Хаапсалу — 27.01.1914, Хаапсалу). Родился 6 (18) августа 1867 года в родовом имении Линден в Эстляндской губернии.
Учился в частной гимназии Коллмана в Дерпте, а затем, с 1887 по 1892 год, — на юридическом факультете Дерптского университета.
После учебы был фермером в Аудерне и Сауге, был арендатором мыз Альт-Ризенберг и Новый Ризенберг с 1894 по 1896 год и, наконец, в 1896 году приобрел поместье Кивидепах, которое оставалось в его владении до 1919 года. Штакельберг жил в основном на мызе Гросенгоф.
Был почётным мировым судьёй с 1904 года и был окружным депутатом в Ляэнемаа с 1905 по 1918 год. В 1906 году Штакельберг стал президентом Эстонского отделения Императорского Российского общества рыбоводства и рыболовства. В 1917 году он недолго жил в Финляндии, но в 1918 году переехал в Германию, где с 1920 года владел недвижимостью в Шенфельде недалеко от Глембоцка в Восточной Пруссии.
Позже он жил в Доберане, где и умер 3 февраля 1947 года.

## Семья
Был женат с 7 октября 1894 года на графине Доротее (Долли) Джули Шарлотте Адель фон Унгерн-Штернберг (07.10.1870, Ревель — 1945). Брак был бездетным.